# Plastimetal
Plastimetal fue una empresa española dedicada a la manufactura de equipos eléctricos. 
Fue fundada en 1941 en Burgos, Españapor Julio Cano Pereda y José Cano Pereda. La pequeña empresa tuvo dificultades durante los años inmediatamente posteriores a la Guerra Civil Española. Luego experimentó un crecimiento gracias al esfuerzo de reconstrucción y al auge de la construcción que siguió en la década de 1950. A finales de la década de 1960, Plastimetal se había convertido en una de las empresas más importantes de Burgos y empleaba a más de 300 personas. Se trasladó del centro de la ciudad (calle Avenida del Cid) a una nueva área de expansión en Burgos donde se ubicaba el Polo de Desarrollo Industrial, un esfuerzo del gobierno de Franco para construir una base manufacturera sólida en áreas pobres de Castilla y Aragón, en el nuevo barrio de Gamonal. La empresa siguió creciendo con fuerza tras la marcha de José Cano y bajo el control de Julio Cano alcanzó su máximo auge como la mayor empresa de España en el suministro de interruptores y enchufes, con aparatos de éxito como el «Arlanza», «Alpina», «Brio», «2000», etcétera. La muerte de Julio Cano en 1991 a la edad de 83 años marcó el principio del fin. Incapaz de resolver sus propios problemas financieros con las instituciones gubernamentales, la empresa se declaró en quiebra y desapareció en 1998. 